# El bosque de la noche
El bosque de la noche es una novela escrita por Djuna Barnes y publicada en 1936 en Londres por la editorial Faber y Faber.  Fue una de las primeras novelas que retrató la homosexualidad explícita entre mujeres y, por ello, se le considera literatura lésbica.
También es notable por su intensidad y su estilo de narrativa gótica. La novela emplea técnicas modernistas por su forma inusual y puede considerarse metaficción. Fue elogiada por otros autores modernistas, entre ellos TS Eliot, quien escribió una introducción incluida en la edición de 1937 publicada por la editorial Harcourt Brace. Escribió en su introducción que "... gustará especialmente a los amantes de la poesía". Como novela en clave, la novela presenta un retrato sutil de Barnes en el personaje de Nora Flood, mientras que Robin Vote, amante de Nora, tiene su base en Thelma Wood y la baronesa Elsa von Freytag-Loringhoven.

## Concepción
El autor Charles Henri Ford mecanografió una versión temprana del manuscrito durante el verano de 1932. Barnes tardó varios años en encontrar un editor.  

## Argumento
El bosque de la noche sigue a Robin Vote, que está en una búsqueda constante de una "segura tortura ". La historia comienza en Europa, donde el falso barón Felix Volkbein es presentado a Robin por el Dr. Matthew O'Connor. Félix pretende casarse con Robin para emular las tradiciones de la antigua nobleza europea, procurando otorgar validez a su propio apellido falso y ayudar a Robin a sentirse segura. Después del nacimiento de su hijo, Guido, Robin se da cuenta de que se arrepiente de haber tenido un hijo y no desea continuar con su vida de casada. Félix busca el consejo de O'Connor, quien intenta consolarlo y dirigir su atención hacia su hijo discapacitado. 
Robin se muda a Estados Unidos, donde comienza una relación romántica con Nora Flood. Eventualmente se mudan a París juntas. Tanto Nora como Robin buscan seguridad en su relación, pero la naturaleza de Robin limita su relación y les impide permanecer en paz. Se siente impulsada por los conflictos de "amor y anonimato", y pasa sus noches lejos de casa, teniendo aventuras con extraños mientras Nora espera con nerviosismo el regreso de su amante. Durante una de esas noches, Robin se encuentra con Jenny Petherbridge, que había enviudado cuatro veces, que "gana la felicidad robando la alegría de los demás". Jenny centra su atención en robarle a Nora el amor de Robin. En su desesperación, Nora (como Félix antes que ella) recurre al consejo de O'Connor para recuperarse de la pérdida de Robin. 
La relación de Robin con Jenny es tan infructuosa como sus relaciones anteriores y continúa vagando sin rumbo por las noches. Félix puede dirigir su atención hacia su hijo y comenzar a olvidar a Robin, pero Nora sigue anhelando a su compañera desaparecida. 
Un tiempo después, tanto Nora como Robin han regresado a América. Mientras acampa en el bosque, Nora descubre a Robin arrodillada ante un altar en una iglesia abandonada. En una escena ambigua, Nora intenta entrar solo para caer inconsciente. Robin se divierte en el piso con el perro de Nora, imitando sus acciones bestiales, antes de quedarse finalmente dormida. 

## Personajes
Los personajes principales son: 
- Robin Vote: Robin deambula caóticamente por las vidas de los otros personajes, tratando de alejarse de lo que la hace infeliz sin darse cuenta de lo que la hace feliz. Ella sirve como una fuente de fascinación para los otros personajes, la trama sigue las interacciones de otros personajes con ella. Robin es el interés amoroso de Félix, Nora y Jenny.
- Barón Félix Volkbein: el único hijo de Guido es un judío europeo que escondió su judaísmo y creó un linaje falso para pretender ser un barón. Félix es impulsado por su deseo de mantener los ideales de la Europa del Viejo Mundo en un falso esfuerzo por continuar las tradiciones de la nobleza. Él busca a Robin por estas razones, pero finalmente la deja ir. Cuando nace su hijo, también llamado Guido, Felix se ve obligado a renunciar a sus ideas de nobleza para ayudar al niño discapacitado a entrar a la iglesia.
- Nora Flood: La cuidadora de un salón y la segunda amante de Robin. Ella busca seguridad en su relación con Robin, pero no puede controlar las tendencias errantes de Robin. La depresión y el comportamiento manipulador de Robin también comienzan a arrastrar a Nora. Nora continúa buscando satisfacción después de que Robin la abandona, incapaz de calmarse tanto como Robin.
- Dr. Matthew O'Connor: una persona transgénero, asignada hombre al nacer, que se hace pasar por médico y realiza partos y abortos en una lucha inútil por su legitimidad. Nacida en San Francisco, fue soldado durante la Primera Guerra Mundial, pero sobre todo señala que hubiera deseado haber sido la amante de un soldado. A pesar de su salida de la acción principal de la novela, el balbuceo filosófico aparentemente sin sentido de O'Connor proporciona la columna vertebral de los diálogos de la novela. La escritora Jane Rule afirma que O'Connor es el personaje principal del bosque de la noche y que su "cinismo irónico y autocompasión" marcan el tono de la novela.[6] El personaje se basó en Dan Mahoney, quien también fue la base de un personaje en la escritura de Robert McAlmon.[7] O'Connor también eleva la novela a la metaficción, ya que a menudo analiza la naturaleza de las narraciones, actuando como narradora y pseudoautora del texto durante largos períodos.[3]
- Jenny Petherbridge: Cuatro veces viuda, ha perdido la capacidad de saber lo que quiere de la vida. Ella pasa su vida robando la felicidad de los demás para adquirir algo para sí misma. Robin deja a Nora para estar con Jenny, pero Jenny pronto cae víctima de la misma depresión que afecta tanto a Robin como a Nora. Robin la ha descartado al final de la novela.

## Análisis crítico
El método narrativo que usa de manera indirecta hace que los personajes sean vistos desde un doble ángulo. Los personajes son constantemente víctimas de la actitud de la sociedad vigilante; son vistos cuando creen que nadie los observa y sorprendidos por la mirada del otro.
El bosque de la noche no celebra ni condena la perversión. Lo que hace es poner de manifiesto la diferencia respecto de normas arbitrariamente impuestas, a la vez que revela cuáles son las raíces de lo que la sociedad ha definido como perversión, mostrando que el pecado es la transgresión de la diferencia sexual. A los delitos contra los imperativos heterosexuales se les reserva una serie de castigos: Robin, que no quiere casarse ni ser madre, da luz a una criatura deforme; Nora, cuyo pecado es amar a otra mujer, tiene que consolar a las mujeres a quienes Robin va abandonando  y el doctor O'Connor que se traviste se describe a sí mismo como un permanente error de la naturaleza.
El bosque de la noche es mucho más que la desintegración de una relación amorosa atormentada. Se le ha considerado un relato alegórico visionario del fascismo creciente en Europa cuando judíos, homosexuales y otros marginados eran los "degenerados" de Hitler. También se ha interpretado como La divina comedia de Dante en clave feminista, en la que el precio que se paga por la libertad sexual es el enjuiciamiento y en la condena; y también como una reivindicación feminista anarquista de la libertad. Barnes afirmaba que trabajaba por intuición en algo que trascendía su propia historia personal.

## Recepción
Roger Austen señaló que "la novela de expatriados mejor conocida, más sentida y generalmente mejor escrita de la década de 1930 que trata tema gay es El bosque de la noche de Djuna Barnes". Austen lanzó la idea de que la representación de Barnes del Dr. O'Connor probablemente confundió a varios lectores estadounidenses porque no era ni un "bribón ni un monstruo" ni pagaba un "castigo adecuado" por llevar una "vida de depravación".
Debido a las preocupaciones sobre la censura, Eliot editó El bosque de la noche suavizando un poco el lenguaje relacionado con la sexualidad y la religión. Una edición que restaura estos cambios, editada por Cheryl J. Plumb, fue publicada por Dalkey Archive Press en 1995.
Dylan Thomas describió a El bosque de la noche como "uno de los tres grandes libros en prosa escritos por una mujer", mientras que William S. Burroughs lo llamó "uno de los grandes libros del siglo XX". Fue el número doce en una lista de las 100 mejores novelas de gais y lesbianas compiladas por The Publishing Triangle en 1999.
Anthony Slide, un erudito moderno, considera a El bosque de la noche como una de las cuatro novelas gay conocidas de la primera mitad del siglo XX en inglés. Las otras tres son La ciudad y el pilar de sal, de Gore Vidal, Reflejos en un ojo dorado de Carson McCullers, y Otras voces, Otros ámbitos de Truman Capote.